# Burlioncourt
Burlioncourt là một xã trong vùng Grand Est, thuộc tỉnh Moselle, quận Château-Salins, tổng Château-Salins. Tọa độ địa lý của xã là 48° 51' vĩ độ bắc, 06° 34' kinh độ đông. Burlioncourt nằm trên độ cao trung bình là 210 mét trên mực nước biển, có điểm thấp nhất là 207 mét và điểm cao nhất là 307 mét. Xã có diện tích 7,36 km², dân số vào thời điểm 1999 là 181 người; mật độ dân số là 24 người/km². Xã thuộc Pháp từ năm 1552.

## Thông tin nhân khẩu
| 1962 | 1968 | 1975 | 1982 | 1990 | 1999 |
| ---- | ---- | ---- | ---- | ---- | ---- |
| 157  | 171  | 159  | 180  | 162  | 181  |